# Fronda

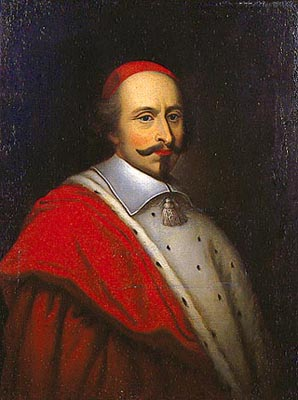
Jules kardinál Mazarin

Fronda je označení používané pro šlechtické povstání a následnou občanskou válku v letech 1648–1653 ve Francii. Dělila se na dvě fáze, Frondu Parlamentu a Frondu princů. První Fronda započala uvězněním vůdců Parlamentu (kardinálem Mazarinem), kdy pařížský lid zabarikádoval ulice a vypuklo povstání. Trvala od roku 1648 do roku 1649. Po jejím konci obnovila šlechta své intriky proti Mazarinovi, který dal zatknout Louise, Grand Condé, čímž dal vypuknout Frondě princů.

## Etymologie
Slovo fronde znamená prak a odvozuje se od kamenů, které pařížské davy metaly do oken příznivců kardinála Mazarina. Cílem vzbouřenců bylo omezení královské moci. Hnutí se brzy rozpadlo do frakcí, z nichž některé se snažily svrhnout všemocného Mazarina z postu prvního ministra a změnit politiku, započatou jeho předchůdcem, kardinálem Richelieu.

## Historie
Když se v roce 1643 Ludvík XIV. stal králem, byly mu pouhé čtyři roky a regentka, králova matka Anna Rakouská, se řídila radami prvního ministra, kardinála Julese Mazarina. Ten zase pokračoval v politice svého předchůdce, Armanda Jeana du Plessis, kardinála Richelieu. Hlavními body této politiky bylo čelit mocenským ambicím rakouských a španělských Habsburků v zahraniční politice a centralizovat královskou moc na půdě domácí.
Mazarin na tuto politiku důsledně navazoval, což zejména v kruzích vysoké šlechty vzbuzovalo nelibost. Povstání se postupem času obrátilo i proti regentce Anně a nakonec také proti samotnému Ludvíku XIV., který měl být zbaven trůnu. Králem se měl stát jeho strýc Gaston Orleánský. Spolu s ním stáli v opozici vůči nezletilému králi i další příbuzní Ludvíka XIV., např. Ludvík II. Bourbon-Condé a jeho syn Armand Bourbon-Condé, princ de Conti. Povstání postupně sláblo poté, co Mazarin načas odešel dobrovolně do exilu, čímž uspokojil Pařížský parlament i lid.
S konečnou platností bylo povstání ukončeno slavnostní korunovací Ludvíka XIV., která proběhla 7. června 1654. Mazarin se následně vrátil zpět do Francie a ujal se opět svých funkcí. Drobné spory se šlechtou a některými odbojnými městy (např. Marseille) přetrvávaly až do roku 1660, kdy zemřel Gaston Orleánský. Ludvík XIV. poté odpustil účast na frondě některým účastníkům (např. princi de Condé), kteří byli nyní nuceni odpřisáhnout věrnost jemu jako králi i kardinálu Mazarinovi. Následná celoživotní snaha po dosažení absolutní moci a oslabování vysoké šlechty byly zřejmě u Ludvíka XIV. důsledkem těchto jeho neblahých zkušeností z dob dětství a dospívání.
Slovo frondeur (původně frondista) označovalo později ve francouzštině toho, kdo se snažil o omezení královské moci, pak i nespokojence s jakoukoli subordinací a kritika moci. Dnes označuje obecně nespokojence.